# Thomas Abel Brimage Spratt

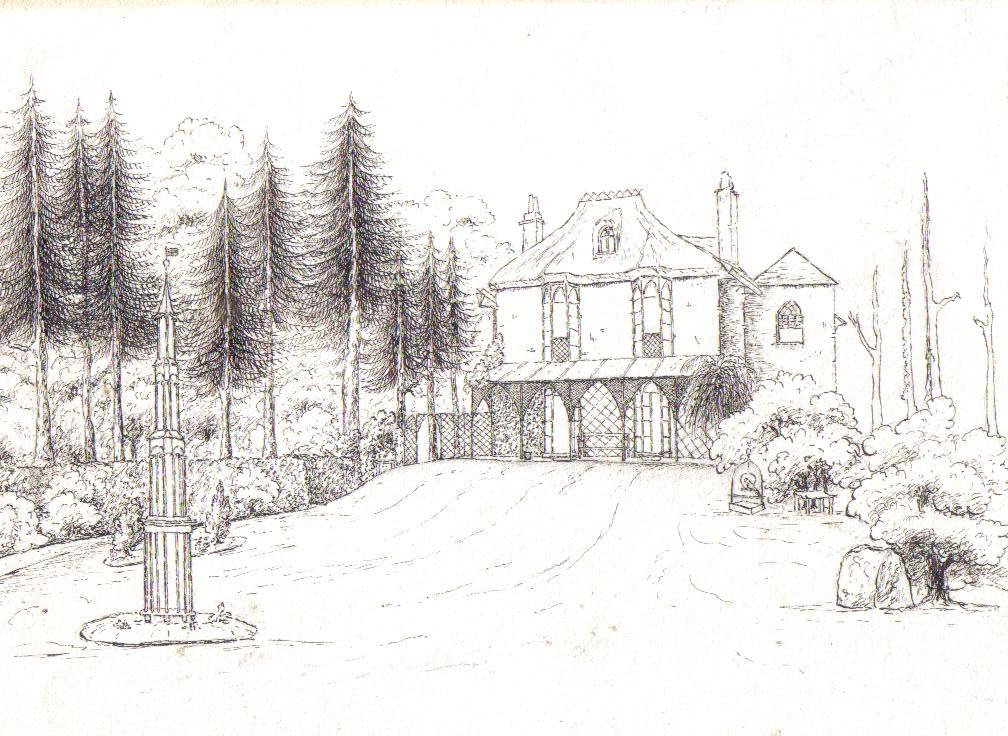
Woodway House em 1825, o local de nascimento de Thomas Spratt

Thomas Abel Brimage Spratt (11 de abril de 1811 - 12 de março de 1888) foi um vice-almirante, hidrógrafo e geólogo inglês.

## Biografia
Nasceu na Woodway House, no Teignmouth Oriental e era o filho mais velho sobrevivente do comandante da Marinha Real James Spratt, que foi um herói na batalha de Trafalgar, e sua esposa Jane, a filha de Thomas Brimage. Juntou-se a Marinha real aos 16 anos, em junho de 1827, e foi colocado em 1832 no ramo de levantamento hidrográfico no HMS Victory. Serviu quase continuamente até 1863 no levantamento do Mediterrâneo. Como comandante do Spitfire, prestou atendimento diferenciado no mar Negro durante a Guerra da Crimeia, e foi nomeado à Ordem do Banho em 1855.
Em data anterior foi associado com Edward Forbes, então naturalista para o "Beacon" e durante os anos 1841-1843 fez observações sobre a distribuição batimétrica da vida marinha. Foi especialmente grato a Forbes pelo interesse dele em história natural e geologia, e juntos então publicaram Viagens na Lícia, etc. (1847). Em 1856, foi eleito um membro da Royal Society como "O autor da Viagens na Lícia & Importantes papeis nos Jornais de Geologia & e Sociedades Geográficas."
Enquanto em licença médica em Teignmouth devido a malária, investigou os movimentos da Sand Bars em Teignmouth e sugeriu meios práticos para melhorar a estrada do porto. Publicou sua pesquisa em 1856 e foi felicitado pela clareza e praticidade de seu trabalho por Isambard Kingdom Brunel, que estava construindo a ferrovia South Devon naquele tempo. Spratt investigou as cavernas em Malta e obteve restos do elefante-pigmeu (Elephas melitensis), que foi descrito por Hugh Falconer. Ele investigou a geologia de várias ilhas gregas, às margens da Ásia Menor, e o delta do Nilo.[carece de fontes?] Foi especialmente distingo por seu "Viagens e Pesquisas em Creta" (2 volumes, 1865), no qual descreveu a geografia física, geologia, arqueologia (ponte Eleuterna) e história natural da ilha. Dois espécimes fósseis foram nomeados em sua homenagem e vários livros foram dedicados a ele. Foi comissário da pesca de 1866 a 1873; e conservador atuante do rio Mersey de 1879 até sua morte em 1888.[carece de fontes?] Morreu em Royal Tunbridge Wells em 12 de março de 1888.

## Papel na descoberta de Troia
Um dos mapas feitos por Thomas Spratt conhecidos como "Mapa de Spratt" foram usados pelos arqueólogos Heinrich Schliemann, Wilhelm Dorpfeld e Carl Blegen, que contribuiu para a descoberta de Troia, porque o nome Troia foi adicionado com uma interrogação por um professor alemão de antiguidades clássicas que trabalhou com Spratt sobre o local da Troia real. Observando o mapa, Schliemann viu Troia com um ponto de interrogação e decidiu começar a caçar, o que levou-o a descobrir Troia.